# Sonia Todd
Sonia Todd (født i 1959) blev født i Adelaide men flyttede som 2-årige sammen med sin familie til Sidney .
Hun studerede på ”National Institute of Dramatic Art og medvirkede i Strictly Ballroom, der blev instrueret af Baz Luhrmann. Derudover har hun spillet tjeneren Sylvia, i filmen Shine  instrueret af Scott Hicks, i samme café hvor Geoffrey Rush indspillede Flight of the Bumblebee af Nikolai Rimsky-Korsakov.
Todd er gift med Rhett Walton med hvem hun har sønnen Sean født i 2001 med. Fra et tidligere forhold har hun sønnen Lewis født i 1992 .
Todd fik sit gennembrud som Georgia Rattray i tv-serien Police Rescue, og vandt en AFI Award for det. Hun har også vundet en AFI Award for sin rolle i miniserien The Potato Factory (2000).
Det internationale gennembrud kom da hun sagde ja til at spillede Meg Fountain i McLeod's Daughters, hvor hun mellem 2001–2006 var fast, men i 2007 og 2009 havde gæsteroller i serien.
Todd medvirkede fra sent i 2007 til tidligt i 2008 i serien All Saints, hvor hun spillede psykologen Dr. Elizabeth Foy. Tidligere havde hun i All Saints medvirket som Kate Larson
I januar fik Todd rollen den fast rolle i Seven Network drama series Home and Away som Gina Austin.

### Fodnoter
1. ↑  "Meg Fountain (Sonia Todd)". Arkiveret fra originalen 5. februar 2009. Hentet 14. februar 2011.
2. ↑  Sonia Todd – Biography